# Chicago P.D. (2.ª temporada)
A segunda temporada da série de televisão dramática estadounidense Chicago P.D. foi encomendada em 19 de março de 2014 pela NBC, estreou em 24 de setembro de 2014 e foi finalizada em 20 de maio de 2015, contando com 23 episódios. A temporada foi produzida pela Universal Television em associação com a Wolf Entertainment, com Dick Wolf, Matt Olmstead e Derek Haas como produtores executivos. A temporada foi ao ar na temporada de transmissão de 2014-15 às noites de quarta-feira às 22h00, horário do leste dos EUA.
Essa temporada é a primeira a não contar com o membro do elenco original Archie Kao como Oficial Sheldon Jin, visto que seu personagem foi morto no final da temporada passada. É tambéma primeira temporada a contar com Amy Morton como Sargento Trudy Platt e Brian Geraghty como Oficial Sean Roman no elenco principal, com Morton tendo sido promovida depois de participações recorrentes na temporada anterior.
A segunda temporada estrela Jason Beghe como Sargento Henry "Hank" Voight, Jon Seda como Detetive Antonio Dawson, Sophia Bush como Detetive Erin Lindsay, Jesse Lee Soffer como Detetive Jay Halstead, Patrick John Flueger como Oficial Adam Ruzek, Marina Squerciati como Oficial Kim Burgess, LaRoyce Hawkins como Oficial Kevin Atwater, Amy Morton como Sargento Trudy Platt, Brian Geraghty como Oficial Sean Roman e Elias Koteas como Detetive Alvin Olinsky.
A temporada terminou com uma audiência média de de 8.74 milhões de telespectadores e ficou classificada em 51.º lugar na audiência total e classificada em 61.º no grupo demográfico de 18 a 49 anos.

## Elenco e personagens

### Principal
- Jason Beghe como Sargento Henry "Hank" Voight
- Jon Seda como Detetive Antonio Dawson
- Sophia Bush como Detetive Erin Lindsay
- Jesse Lee Soffer como Detetive Jay Halstead
- Patrick John Flueger como Oficial Adam Ruzek
- Marina Squerciati como Oficial Kim Burgess
- LaRoyce Hawkins como Oficial Kevin Atwater
- Amy Morton como Sargento Trudy Platt
- Brian Geraghty como Oficial Sean Roman
- Elias Koteas como Detetive Alvin Olinsky

| - Stella Maeve como Nadia DeCotis - Kevin J. O'Connor como Comandante Fischer - Markie Post como Barbara "Bunny" Fletcher - Samuel Hunt como Greg "Mouse" Gerwitz - Chris Agos como Steve Kot - Bailey Chase como Agente David Lang - Nick Gehlfuss como Dr. Will Halstead - Robert Wisdom como Comandante Ron Perry | - Kara Killmer como Paramédica Sylvie Brett (De Chicago Fire) - Eamonn Walker como Chefe de Batalhão Wallace Boden (De Chicago Fire) - Charlie Barnett como Paramédico Peter Mills (De Chicago Fire) - Monica Raymund como Bombeiro Gabriela Dawson (De Chicago Fire) - Jesse Spencer como Tenente Matthew Casey (De Chicago Fire) - David Eigenberg como Tenente Christopher Herrmann (De Chicago Fire) - Randy Flagler como Bombeiro Capp (De Chicago Fire) - Joe Minoso como Bombeiro Joe Cruz (De Chicago Fire) - Christian Stolte como Bombeiro Randy "Mouch" McHolland (De Chicago Fire) - Mariska Hargitay como Sargento Olivia Benson (De Law & Order: Special Victims Unit) - Danny Pino como Detetive Nick Amaro (De Law & Order: Special Victims Unit) - Ice-T como Detetive Fin Tutuola (De Law & Order: Special Victims Unit) - Kelli Giddish como Detetive Amanda Rollins (De Law & Order: Special Victims Unit) - Peter Scanavino como Detetive Dominick "Sonny" Carisi, Jr. (De Law & Order: Special Victims Unit) |

## Episódios
| N.º na série | N.º na temp. | Título                           | Dirigido por       | Escrito por                                                                             | Exibição original       | Audiência (milhões) |
| --- | ------------ | -------------------------------- | ------------------ | --------------------------------------------------------------------------------------- | ----------------------- | ------------------- |
| 16 | 1            | "Call It Macaroni"               | Mark Tinker        | Matt Olmstead                                                                           | 24 de setembro de 2014  | 8.51                |
| Voight é questionado sobre o assassinato de Jin, e os Assuntos Internos tenta concentrar a culpa nele. A unidade de inteligência não deveria investigar o caso, mas o faz de qualquer maneira. É revelado mais tarde, que o próprio Jin estava trabalhando com Assuntos Internos, e isso pode ser o que o matou. Burgess consegue um novo parceiro, recentemente transferido Sean Roman. |              |                                  |                    |                                                                                         |                         |                     |
| 17 | 2            | "Get My Cigarettes"              | Arthur W. Forney   | Craig Gore & Tim Walsh                                                                  | 1 de outubro de 2014    | 6.63                |
| Uma série de assassinatos horríveis por um assassino de espingarda torna-se pessoal para Voight, porque uma das vítimas era um amigo próximo dele. |              |                                  |                    |                                                                                         |                         |                     |
| 18 | 3            | "The Weigh Station"              | Nick Gomez         | Michael Batistick                                                                       | 8 de outubro de 2014    | 6.67                |
| Após um tiroteio em um bar visando Halstead, ele é colocado sob custódia protetora, o que não o agrada. Um mafioso polonês preso com rancor contra Halstead é o principal suspeito. Enquanto os corpos se acumulam, Voight e o resto da Unidade de Inteligência correm contra o tempo para descobrir quem mais está na lista de alvos do mafioso. Enquanto isso, a mãe de Lindsay vai se casar e quer fazer parte de sua vida novamente, o que ela recusa. |              |                                  |                    |                                                                                         |                         |                     |
| 19 | 4            | "Chicken, Dynamite, Chainsaw"    | Reza Tabrizi       | Mo Masi                                                                                 | 15 de outubro de 2014   | 6.78                |
| A filha de um vereador e seu amigo são sequestrados. Platt consegue Roman e Burgess para organizar uma feira de devolução de armas, mas acabam recebendo uma arma que pode ter sido usada em um homicídio não resolvido. É revelado que o casamento de Dawson pode estar em perigo e isso o afeta quando sua filha o visita. |              |                                  |                    |                                                                                         |                         |                     |
| 20 | 5            | "An Honest Woman"                | Mark Tinker        | Michael Weiss                                                                           | 22 de outubro de 2014   | 6.85                |
| A unidade de Inteligência investiga um caso suspeito quando Voight e a namorada grávida de seu filho, Olive, são atacados e sequestrados sob a mira de uma arma. Os pistoleiros levam tudo que Voight guardava em seu cofre secreto. Enquanto isso, Burgess e Roman tentam encontrar uma pessoa que roubou um distintivo da polícia. Em outros lugares, Dawson se disfarça para derrubar um criminoso. |              |                                  |                    |                                                                                         |                         |                     |
| 21 | 6            | "Prison Ball"                    | Sanford Bookstaver | Eduardo Javier Canto & Ryan Maldonado                                                   | 5 de novembro de 2014   | 6.15                |
| Ruzek e Atwater se disfarçam de presos para trabalhar no caso do assassinato de uma menina de dez anos, enquanto Voight e Olinsky seguem uma pista sobre o tiroteio. Burgess e Roman mostram a três meninos o distrito pensando que são parte do programa "Police Explorers" apenas para perceber que não é bem o caso. |              |                                  |                    |                                                                                         |                         |                     |
| 22 | 7            | "They'll Have to Go Through Me"  | Sanford Bookstaver | História por : Dick Wolf & Matt Olmstead Roteiro por : Maisha Closson                   | 12 de novembro de 2014  | 9.54                |
| A unidade de inteligência se junta aos detetives da Unidade de Vitimas Especiais Benson, Rollins e Amaro para resolver o caso de uma rede de pedofilia. Esse episódio conclui um crossover com Chicago Fire e Law & Order: Special Victims Unit que começou em "Nobody Touches Anything" e continuou em "Chicago Crossover". |              |                                  |                    |                                                                                         |                         |                     |
| 23 | 8            | "Assignment of the Year"         | Nick Gomez         | Mick Betancourt                                                                         | 19 de novembro de 2014  | 7.29                |
| O trabalho de segurança particular de Dawson de depois do expediente toma um rumo ruim quando o homem que ele estava protegendo é morto, o que também pode lhe custar seu emprego, pois o cliente acaba sendo um contrabandista de diamantes. Voight e o resto da Unidade de Inteligência fazem um grande esforço para resolver o crime e salvá-lo. Eles pegam o assassino, mas não a esposa da vítima que elaborou o plano. Para salvar o distintivo de Dawson, Voight e Olinsky recorrem à falsificação dos documentos de uma investigação sobre a vítima. |              |                                  |                    |                                                                                         |                         |                     |
| 24 | 9            | "Called in Dead"                 | Alik Sakharov      | Craig Gore & Tim Walsh                                                                  | 10 de dezembro de 2014  | 6.71                |
| Quando a amiga de Nadia quase sofre uma overdose na casa de Lindsay, Lindsay descobre que ela tomou heroína criada em um laboratório de um clube de strip. A Unidade de Inteligência realiza uma apreensão de drogas não sancionada e consegue algumas prisões. Mas quando os chefes do crime sequestram a esposa de Olinsky para recuperar a droga, Olinsky e Voight cuidam do problema à sua maneira e percebem que os criminosos têm informações privilegiadas. Eles seguem o fio para o secretário corrupto de um juiz. Enquanto isso, Lindsay continua considerando deixar a Unidade de Inteligência. Burgess tem que lidar com a ex-parceira e namorada de Roman, Jenn Cassidy, que agora é uma oficial do K-9. Mais tarde, enquanto Roman e Cassidy estão discutindo, Burgess leva um tiro enquanto investigava uma chamada domiciliar. |              |                                  |                    |                                                                                         |                         |                     |
| 25 | 10           | "Shouldn't Have Been Alone"      | Fred Berner        | Michael Weiss                                                                           | 7 de janeiro de 2015    | 7.41                |
| A Unidade de Inteligência investiga uma casa com armadilhas manipuladas e descobre uma conexão com a esfera de um professor e um aluno mentalmente doente dele. Eles investigam vários lugares equipados com armadilhas e descobrem um motivo mais sombrio do aluno. Em outros lugares, Burgess se recupera com Platt e Ruzek ao seu lado. |              |                                  |                    |                                                                                         |                         |                     |
| 26 | 11           | "We Don't Work Together Anymore" | Mario Van Peebles  | Michael Bastick & Mo Masi                                                               | 14 de janeiro de 2015   | 6.77                |
| Burgess é liberada do hospital e designada para o trabalho interno para se recuperar, então Platt faz parceria com Roman. A unidade de Inteligência se une à força-tarefa de Lindsay em um caso de sequestro. Além disso, Lindsay começa a ter dúvidas sobre manter seu novo emprego. |              |                                  |                    |                                                                                         |                         |                     |
| 27 | 12           | "Disco Bob"                      | Holly Dale         | Maisha Closson & Cole Maliska                                                           | 21 de janeiro de 2015   | 7.00                |
| A unidade de Inteligência investiga um duplo assassinato que afeta parte do passado de Voight. Além disso, Halstead continua a desenvolver sentimentos por Lindsay. Em outros lugares, Burgess tem seu primeiro dia de volta ao trabalho. |              |                                  |                    |                                                                                         |                         |                     |
| 28 | 13           | "A Little Devil Complex"         | Steve Shill        | Michael Brandt & Derek Haas                                                             | 4 de fevereiro de 2015  | 7.58                |
| A Unidade de Inteligência investiga o incendiário que matou Shay. Durante a investigação, ele engana a polícia com o uso de vários pseudônimos, incluindo um que é o nome de outro bombeiro que foi morto no mesmo incidente que o pai de Peter Mills. Eles descobrem que quando menino ele foi o único sobrevivente de um incêndio que matou toda a sua família quando ele tinha 7 anos. Eventualmente, eles descobrem que ele está mirando Gabriela Dawson e a prendeu em um elevador. Ele despeja gasolina no elevador com a intenção de queimar e levá-la com ele; Gaby é capaz de prendê-lo por tempo suficiente para Antonio atirar nele. Em outros lugares, a sargento Platt age muito bem com todos os oficiais da delegacia, levantando suspeitas de Burgess e Roman. Ao ser confrontada a respeito, ela diz que está sendo investigada pela prefeitura após uma denúncia dizer que ela não tinha habilidades com as pessoas. Mais tarde é revelado que era uma fachada para um repórter fazendo uma história sobre ela. Esse episódio conclui um crossover com Chicago Fire que começou em "Three Bells". |              |                                  |                    |                                                                                         |                         |                     |
| 29 | 14           | "Erin's Mom"                     | Mark Tinker        | Craig Gore & Tim Walsh                                                                  | 11 de fevereiro de 2015 | 6.58                |
| A Unidade de Inteligência investiga um homicídio, mas é revelado que este caso tem algo a ver com a mãe de Lindsay e seu marido. Mais tarde, Voight e a unidade pegam o suspeito e o colocam sob custódia. Logo depois, o suspeito mata um detento e foge e afeta Trudy. Lindsay questiona sua mãe sobre este caso. Mais tarde, é revelado que a mãe de Lindsay está tentando se recuperar pegando dinheiro emprestado de um agiota, então Voight a ajuda com a condição de que ela não veja Lindsay novamente. Depois disso, Lindsay liga para Voight para agradecê-lo pelo que ele fez. Em outro lugar, Dawson inicia um novo relacionamento após o divórcio. |              |                                  |                    |                                                                                         |                         |                     |
| 30 | 15           | "What Do You Do"                 | Nick Gomez         | Michael Brandt & Derek Haas                                                             | 18 de fevereiro de 2015 | 7.08                |
| Durante a patrulha, Burgess e Roman encontram um anel de contrabando, mas depois são capturados e mantidos como reféns. Enquanto isso, em um dia lento na Unidade de Inteligência, eles finalmente obtêm sua certificação taser. Sem comunicação do lado de fora, Burgess e Roman quase escapam. O contrabandista consegue pegar Roman, mas Burgess ataca e mata seu sequestrador. À medida que mais contrabandistas chegam, a Unidade de Inteligência finalmente rastreia seu paradeiro e resgata Burgess e Roman. |              |                                  |                    |                                                                                         |                         |                     |
| 31 | 16           | "What Puts You On That Ledge"    | Fred Berner        | Eduardo Javier Canto & Ryan Maldonado                                                   | 25 de fevereiro de 2015 | 7.43                |
| Os Assuntos Internos de Chicago recrutam Dawson para se infiltrar profundamente para prender criminosos que podem ter algo a ver com o desaparecimento de um policial de Chicago. Mais tarde, Dawson descobre que um de seus velhos amigos faz parte disso. Enquanto isso, Roman e Burgess respondem a um relatório falso de roubo que mais tarde se transforma em um caso de homicídio. Jay consegue um emprego para um velho amigo como o cara de TI. |              |                                  |                    |                                                                                         |                         |                     |
| 32 | 17           | "Say Her Real Name"              | Nick Gomez         | História por : Dick Wolf & Matt Olmstead Roteiro por : Craig Gore & Tim Walsh           | 25 de março de 2015     | 6.34                |
| A morte de um manifestante em um evento de comércio mundial parece apontar para uma autoridade argentina. Em outros eventos, o irmão de Halstead chega à cidade; e logo causa problemas. |              |                                  |                    |                                                                                         |                         |                     |
| 33 | 18           | "Get Back to Even"               | Jann Turner        | Michael Weiss                                                                           | 1 de abril de 2015      | 6.59                |
| A investigação de um roubo de drogas que deu errado revela a ligação de Voight com um adolescente desaparecido; a verdadeira razão da visita do irmão de Halstead torna-se clara; e Platt cuida de uma jovem do distrito. |              |                                  |                    |                                                                                         |                         |                     |
| 34 | 19           | "The Three Gs"                   | Sanford Bookstaver | Craig Gore & Tim Walsh                                                                  | 8 de abril de 2015      | 6.73                |
| A morte de várias adolescentes em uma fábrica de Chinatown leva a uma busca por um traficante de seres humanos que iludiu Olinsky uma vez antes. Em outros lugares, Sean tem uma briga com um colega; e Platt ajuda Nadia a se preparar para um teste de polígrafo. |              |                                  |                    |                                                                                         |                         |                     |
| 35 | 20           | "The Number of Rats"             | Nick Gomez         | História por : Matt Olmstead & Warren Leight Roteiro por : Matt Olmstead & Cole Maliska | 29 de abril de 2015     | 8.07                |
| Benson veio a Chicago para ajudar Voight e a Inteligência com um caso de estupro/assassinato que é assustadoramente semelhante a um caso de Nova York há uma década. Ela chama Fin e Amaro para ajudar. Esse episódio continua um crossover com Chicago Fire e Law & Order: Special Victims Unit que começa em "We Called Her Jellybean" e se conclui em "Daydream Believer". |              |                                  |                    |                                                                                         |                         |                     |
| 36 | 21           | "There's My Girl"                | Mark Tinker        | Michael Batstick & Mo Masi                                                              | 6 de maio de 2015       | 6.54                |
| A investigação sobre o atentado a um café badalado depende de um menor, que testemunhou; e um grande erro coloca Atwater em água quente. Em outros lugares, Voight ajuda Platt em sua tentativa de obter uma pedra memorial para o membro caído da equipe, Nadia. |              |                                  |                    |                                                                                         |                         |                     |
| 37 | 22           | "Push the Pain Away"             | Sanford Bookstaver | História por : Eduardo Javier Canto & Ryan Maldonado Roteiro por : Michael Weiss        | 13 de maio de 2015      | 6.94                |
| Um tiroteio em massa em um clube de atletismo é investigado; e Atwater, que está lidando com sua nova missão, ajuda a localizar os suspeitos dos atiradores. Enquanto isso, Platt e Halstead conversam com Lindsay para ver como ela está se saindo. Mais tarde, um louco faz reféns em um prédio no centro da cidade, e Voight é enviado, sozinho, para tentar negociar com ele. |              |                                  |                    |                                                                                         |                         |                     |
| 38 | 23           | "Born Into Bad News"             | Mark Tinker        | Craig Gore & Tim Walsh                                                                  | 20 de maio de 2015      | 7.21                |
| Comandante Perry pede a Voight e sua equipe para resgatar seu sobrinho policial de um esquadrão corrupto de policiais que rouba traficantes de drogas. Lindsay continua bebendo álcool e usando drogas e lentamente começa a ficar fora de controle, resultando em sua entrega de seu distintivo. Em outros lugares, uma mulher do passado de Olinsky entra em contato com ele. |              |                                  |                    |                                                                                         |                         |                     |

## Produção

### Desenvolvimento
NBC renovou "Chicago Fire" para uma terceira temporada em 19 de março de 2014, que estreou em 23 de setembro do mesmo ano.

### Casting
O personagem de Archie Kao, o detetive Sheldon Jin, foi morto no final da primeira temporada, portanto, seu personagem não apareceria na segunda temporada do programa. O showrunner Matt Olmstead, na época, revelou que "[a morte de Jin] abala todo mundo...definitivamente pelos próximos três ou quatro episódios até que as pessoas possam se re-galvanizar como uma família, mas as pessoas têm alguns ressentimentos sobre como tudo acontece." A oficial Kim Burgess se juntaria a um novo parceiro, a quem Olmstead descreve como sendo uma voz importante para a equipe na segunda temporada e particularmente para Burgess. Brian Geraghty mais tarde foi anunciado para retratar Sean Roman, o novo parceiro de Kim Burgess.

### Crossovers
Jesse Lee Soffer revelou que haveria muito mais crossovers nesta temporada entre Chicago P.D. e o programa pai Chicago Fire; "Acho que a cada episódio de agora em diante, eles terão alguns personagens de um show no outro", disse ele a fontes de mídia.
Em 29 de setembro de 2014, foi anunciado que os shows de Wolf Chicago P.D., Chicago Fire e Law & Order: Special Victims Unit fariam um evento crossover de 3 partes entre 11 e 12 de novembro de 2014, começando com Chicago Fire, seguindo para Law & Order: Special Victims Unit e terminando em Chicago P.D. Em 22 de janeiro de 2015, outro crossover entre Chicago Fire, Law & Order: Special Victims Unit e Chicago P.D. foi anunciado, para ter "contagem de histórias mais integrada" do que o primeiro. Os episódios foram ao ar de 28 a 29 de abril de 2015.

## Recepção

### Audiência
| №  | Título                           | Exibição original       | Rating/share (18–49) | Audiência (em milhões) | DVR (18–49) | Audiência em DVR (milhões) | Total (18–49) | Audiência total (em milhões) |
| -- | -------------------------------- | ----------------------- | -------------------- | ---------------------- | ----------- | -------------------------- | ------------- | ---------------------------- |
| 1  | "Call It Macaroni"               | 24 de setembro de 2014  | 1.9/6                | 8.51                   | 1.2         | 3.42                       | 3.1           | 11.98                        |
| 2  | "Get My Cigarettes"              | 1 de outubro de 2014    | 1.5/5                | 6.63                   | 1.1         | 3.38                       | 2.6           | 10.06                        |
| 3  | "The Weigh Station"              | 8 de outubro de 2014    | 1.5/5                | 6.63                   | 1.1         | 3.18                       | 2.6           | 9.85                         |
| 4  | "Chicken, Dynamite, Chainsaw"    | 15 de outubro de 2014   | 1.6/5                | 6.78                   | 1.0         | 2.98                       | 2.6           | 9.76                         |
| 5  | "An Honest Woman"                | 22 de outubro de 2014   | 1.5/5                | 6.85                   | 0.9         | 2.92                       | 2.4           | 9.76                         |
| 6  | "Prison Ball"                    | 5 de novembro de 2014   | 1.4/4                | 6.15                   | 1.1         | 3.53                       | 2.5           | 9.68                         |
| 7  | "They'll Have to Go Through Me"  | 12 de novembro de 2014  | 2.2/7                | 9.54                   | 1.5         | 4.02                       | 3.7           | 13.56                        |
| 8  | "Assignment of the Year"         | 19 de novembro de 2014  | 1.6/5                | 7.29                   | 1.1         | 3.16                       | 2.7           | 10.44                        |
| 9  | "Called In Dead"                 | 10 de dezembro de 2014  | 1.5/5                | 6.71                   | 1.0         | 3.29                       | 2.5           | 10.00                        |
| 10 | "Shouldn't Have Been Alone"      | 7 de janeiro de 2015    | 1.6/5                | 7.41                   | 1.1         | 3.16                       | 2.7           | 10.62                        |
| 11 | "We Don't Work Together Anymore" | 14 de janeiro de 2015   | 1.5/5                | 6.77                   | 1.1         | 3.10                       | 2.6           | 9.87                         |
| 12 | "Disco Bob"                      | 21 de janeiro de 2015   | 1.5/5                | 7.00                   | 1.2         | 3.54                       | 2.7           | 10.54                        |
| 13 | "A Little Devil Complex"         | 4 de fevereiro de 2015  | 1.6/5                | 7.58                   | 1.2         | 3.47                       | 2.8           | 11.05                        |
| 14 | "Erin's Mom"                     | 11 de fevereiro de 2015 | 1.4/4                | 6.58                   | 1.1         | 3.31                       | 2.5           | 9.89                         |
| 15 | "What Do You Do"                 | 18 de fevereiro de 2015 | 1.7/5                | 7.08                   | 0.9         | 3.18                       | 2.6           | 10.26                        |
| 16 | "What Puts You on that Ledge"    | 25 de fevereiro de 2015 | 1.5/5                | 7.43                   | 1.1         | 3.26                       | 2.6           | 10.68                        |
| 17 | "Say Her Real Name"              | 25 de março de 2015     | 1.5/5                | 6.34                   | 1.0         | 3.14                       | 2.5           | 9.43                         |
| 18 | "Get Back to Even"               | 1 de abril de 2015      | 1.6/5                | 6.59                   | 1.0         | 3.10                       | 2.6           | 10.05                        |
| 19 | "The Three Gs"                   | 8 de abril de 2015      | 1.5/5                | 6.73                   | 1.0         | 3.23                       | 2.5           | 9.92                         |
| 20 | "The Number of Rats"             | 29 de abril de 2015     | 1.8/6                | 8.07                   | 1.0         | 3.11                       | 2.8           | 11.05                        |
| 21 | "There's My Girl"                | 6 de maio de 2015       | 1.4/5                | 6.54                   | 1.0         | 3.00                       | 2.4           | 9.56                         |
| 22 | "Push the Pain Away"             | 13 de maio de 2015      | 1.6/5                | 6.94                   | 1.0         | 3.26                       | 2.6           | 10.19                        |
| 23 | "Born Into Bad News"             | 20 de maio de 2015      | 1.4/5                | 7.21                   | 1.1         | 3.31                       | 2.5           | 10.53                        |

## Lançamento em DVD
| Chicago P.D. – Season Two                                                                   |                                                                                             |                                                                                             | | | |
| Detalhes do DVD                                                                             | Detalhes do DVD                                                                             | Detalhes do DVD                                                                             | Características Especiais | Características Especiais | Características Especiais |
| - 23 episódios - 6 discos - Áudio em Inglês (Dolby Digital 5.1 Surround) - Legendas: Inglês | - 23 episódios - 6 discos - Áudio em Inglês (Dolby Digital 5.1 Surround) - Legendas: Inglês | - 23 episódios - 6 discos - Áudio em Inglês (Dolby Digital 5.1 Surround) - Legendas: Inglês | - Bastidores - Episódios crossover com Chicago Fire - "Nobody Touches Anything" - Parte um do crossover de três partes que se conclui em "They'll Have to Go Through Me"; - "Three Bells" - Parte um do crossover de duas partes que se conclui em "A Little Devil Complex"; - "We Called Her Jellybean" - Parte um do crossover de três partes que se conclui em "Daydream Believer". - Episódios crossover com Law & Order: SVU - "Chicago Crossover" - Parte dois do crossover de três partes que começa em "Nobody Touches Anything" e se conclui em "They'll Have to Go Through Me"; - "Daydream Believer" - Parte três do crossover de três partes que começa em "We Called Her Jellybean". | - Bastidores - Episódios crossover com Chicago Fire - "Nobody Touches Anything" - Parte um do crossover de três partes que se conclui em "They'll Have to Go Through Me"; - "Three Bells" - Parte um do crossover de duas partes que se conclui em "A Little Devil Complex"; - "We Called Her Jellybean" - Parte um do crossover de três partes que se conclui em "Daydream Believer". - Episódios crossover com Law & Order: SVU - "Chicago Crossover" - Parte dois do crossover de três partes que começa em "Nobody Touches Anything" e se conclui em "They'll Have to Go Through Me"; - "Daydream Believer" - Parte três do crossover de três partes que começa em "We Called Her Jellybean". | - Bastidores - Episódios crossover com Chicago Fire - "Nobody Touches Anything" - Parte um do crossover de três partes que se conclui em "They'll Have to Go Through Me"; - "Three Bells" - Parte um do crossover de duas partes que se conclui em "A Little Devil Complex"; - "We Called Her Jellybean" - Parte um do crossover de três partes que se conclui em "Daydream Believer". - Episódios crossover com Law & Order: SVU - "Chicago Crossover" - Parte dois do crossover de três partes que começa em "Nobody Touches Anything" e se conclui em "They'll Have to Go Through Me"; - "Daydream Believer" - Parte três do crossover de três partes que começa em "We Called Her Jellybean". |
| Datas de lançamento                                                                         |                                                                                             |                                                                                             | | | |
| Região 1                                                                                    | Região 1                                                                                    | Região 2                                                                                    | Região 2 | Região 4 | Região 4 |
| 1 de setembro de 2015                                                                       | 1 de setembro de 2015                                                                       | 26 de outubro de 2015                                                                       | 26 de outubro de 2015 | 3 de dezembro de 2015 | 3 de dezembro de 2015 |